# Championnat du Costa Rica de football 1983-1984
Navigation
Saison précédente Saison suivante
La Primera División 1983-1984 est la soixante-troisième édition de la première division costaricienne.
Lors de ce tournoi, le LD Alajuelense a conservé son titre de champion du Costa Rica face aux onze meilleurs clubs costariciens.
Seulement deux places étaient qualificatives pour la Coupe des champions de la CONCACAF.

## Bilan du tournoi
| Tableau d'Honneur |                |
| Compétition       | Vainqueur      |
| Primera División  | LD Alajuelense |

| Qualifications continentales 1985-1986 |                    |
| Coupe des champions de la CONCACAF     | Qualifiés          |
| Deuxième tour de qualification         | LD Alajuelense     |
| Premier tour de qualification          | Deportivo Saprissa |

| Promotions et relégations   |               |
| Relégué en Segunda División | Inconnu       |
| Promu de Segunda División   | AD Curridabat |